# Stanley Donen
Stanley Donen (Columbia, 13 aprile 1924 – New York, 21 febbraio 2019) è stato un regista e coreografo statunitense.

## Biografia
Ex ballerino con Gene Kelly, firmò insieme a lui la regia di Un giorno a New York (1949), Cantando sotto la pioggia (1952) e È sempre bel tempo (1949).
Diresse poi da solo diversi musical, tra cui Sette spose per sette fratelli (1954), Cenerentola a Parigi (1957), Il boxeur e la ballerina (1978); commedie brillanti e sofisticate (Sciarada, 1964; Quel giorno a Rio, 1984), psicologiche (Quei due, 1969) e fantascientifiche (Saturn 3, 1980).
Come riconoscimenti alla carriera, nel 1998 ricevette il premio Oscar e nel 2004 il Leone d'oro alla Mostra del Cinema di Venezia.
È morto a New York il 21 febbraio 2019 all’età di 94 anni.

## Vita privata
Dopo essere stato fidanzato con le attrici Judy Holliday e Elizabeth Taylor, si sposò cinque volte: dal 1948 al 1951 con la ballerina Jeanne Coyne; dal 1952 al 1959 con l'attrice Marion Marshall; dal 1960 al 1971 con Adelle O'Connor Beatty; dal 1972 al 1985 con l'attrice Yvette Mimieux; infine dal 1990 al 1994 con Pamela Braden.
Ebbe tre figli: Peter (1953-2003, morto a 50 anni per un attacco di cuore) e Joshua (1955) dalla seconda moglie e Mark (1962) dalla terza.
Dal 1999 alla morte fu compagno della regista e sceneggiatrice Elaine May.

## Filmografia

### Cinema
- Un giorno a New York (On the Town, 1949)
- Sua Altezza si sposa (Royal Wedding, 1951)
- Marito per forza (Love Is Better Than Ever, 1952)
- Cantando sotto la pioggia (Singin' in the Rain, 1952)
- Fearless Fagan (1952)
- Tre ragazze di Broadway (Give a Girl a Break, 1953)
- Sette spose per sette fratelli (Seven Brides for Seven Brothers, 1954)
- Così parla il cuore (Deep in My Heart, 1954)
- È sempre bel tempo (It's Always Fair Weather, 1955)
- Cenerentola a Parigi (Funny Face, 1957)
- Il giuoco del pigiama (The Pajama Game, 1957)
- Baciala per me (Kiss Them For Me, 1957)
- Indiscreto (Indiscreet, 1958)
- Damn Yankees! (1958)
- Ancora una volta con sentimento (Once More, with Feeling, 1960)
- Pacco a sorpresa (Surprise Package, 1960)
- L'erba del vicino è sempre più verde (The Grass Is Greener, 1960)
- Sciarada (Charade, 1963)
- Arabesque (1966)
- Due per la strada (Two for the Road, 1967)
- Il mio amico il diavolo (Bedazzled, 1967)
- Quei due (Staircase, 1969)
- Il piccolo principe (The Little Prince, 1974)
- In tre sul Lucky Lady (Lucky Lady, 1975)
- Il boxeur e la ballerina (Movie Movie, 1978)
- Saturn 3 (1980)
- Quel giorno a Rio (Blame It On Rio, 1984)

### Televisione
- Love Letters (1999) - film TV